# 트렌트 얼첸
트렌트 칼 웨인 얼첸(영어: Trent Carl Wayne Oeltjen, /ˈtrɛnt ˈʌltʃɛn/, 1983년 2월 28일 ~ )은 오스트레일리아의 야구 선수로 메이저 리그 베이스볼에서 활약한 외야수이다.